# Apache Juneau
Apache Juneau est un framework open source pour créer des microservices REST.
En octobre 2017, le projet devient un projet Top-level de la Foundation Apache 